# Juval Diskin
Juval Diskin (hebrejsky יובל דיסקין‎, narozen 1956) je bývalý ředitel izraelské hlavní bezpečnostní služby Šin bet, v jejímž čele stál v letech 2005 až 2011.

## Biografie
Narodil se v Giv'atajim a vystudoval bakalářský obor studia země izraelské a politologie na Bar-Ilanově univerzitě a následně magisterský obor politologie a veřejné správy na Haifské univerzitě.
V Izraelských obranných silách sloužil jako zástupce velitele Sajeret Šaked (velitele Sajeret pro izraelské jižní velitelství). V roce 1978 byl naverbován pro Šin bet a sloužil jako oblastní koordinátor pro Nábuluský distrikt. Během první libanonské války v roce 1982 operoval v Bejrútu a Sidonu.
V roce 1984 se stal koordinátorem pro Nábuluský distrikt a v roce 1989 rovněž koordinátorem Dženínského a Tulkarmského distriktu. V roce 1990 byl jmenován do čela oddělení arabského odboru a o čtyři roky později se stal šéfem samotného odboru.
V roce 1997 byl jmenován velitelem pro Jeruzalémský distrikt. V letech 2000 až 2003 byl zástupcem ředitele bezpečnostní služby. Od roku 2003 byl na sabatiklu, během něhož se stal zvláštním poradcem ředitele Mosadu Me'ira Dagana. Dne 15. května 2005 vystřídal Aviho Dichtera ve funkci ředitele Šin bet. 15. května 2011 skončilo Diskinovi pětileté funkční období a on službu opustil. Na postu ředitele Šin bet byl nahrazen svým náměstkem Joramem Kohenem.